# Idbar
Idbar je naseljeno mjesto u općini Konjic, Federacija Bosne i Hercegovine, BiH.

## Povijest
Selo Idbar se nekada zvalo Dbar a rijeka Baščica Dbarčica. Dana 8. travnja 1411. godine bosanski kralj Stjepan Ostoja spominje "Dbar na Neretvi". 
Na lokalitetu Gradina je bio smješten stari grad Dbar o čijem nastanku nema nikakvih podataka. Jedno vrijeme ga je, po dolasku Turaka, koristila turska vojska.

## Stanovništvo

### 1991.
Nacionalni sastav stanovništva 1991. godine, bio je sljedeći:
ukupno: 435
- Muslimani – 395
- Srbi – 31
- Hrvati – 9

### 2013.
Nacionalni sastav stanovništva 2013. godine, bio je sljedeći:
ukupno: 235
- Bošnjaci – 228
- Hrvati – 5
- ostali, neopredijeljeni i nepoznato – 2

## Vanjske poveznice
- Satelitska snimka[neaktivna poveznica]